# The Catcher Was a Spy
The Catcher Was a Spy este un film american de spionaj biografic regizat de Ben Lewin și scris de Robert Rodat, bazat pe cartea cu același nume. Îl va avea în distribuție pe Paul Rudd în rolul Moe Berg, un fost jucător de baseball care s-a alăturat efortului de război în timpul celui de-al doilea război mondial și a participat la spionaj pentru guvernul S.U.A. Filmul a avut premiera la Festivalul de Film Sundance din 2018.

## Povestea
Moe Berg, un jucător de baseball de 15 ani în activitate, se alătură efortului de război pentru a învinge Germania în cursa pentru construirea primei bombe atomice.

## Distribuția
- Paul Rudd în rolul Moe Berg
- Guy Pearce în rolul Robert Furman
- Jeff Daniels în rolul Bill Donovan
- Paul Giamatti în rolul Samuel Goudsmit
- Sienna Miller în rolul Estella Huni
- Giancarlo Giannini în rolul Edoardo Amaldi
- Hiroyuki Sanada în rolul Kawabata
- Mark Strong în rolul Werner Heisenberg
- Tom Wilkinson în rolul Paul Scherrer
- Connie Nielsen
- Shea Whigham în rolul Joe Cronin
- William Hope în rolul John Kieran
- Pierfrancesco Favino în rolul Martinuzzi

## Producția
Proiectul a fost anunțat pe 26 aprilie 2016, iar Ben Lewin a fost angajat ca regizor, Robert Rodat a fost însărcinat cu adaptarea romanului, iar Paul Rudd a fost prezentat ca Moe Berg. PalmStar Media a produs filmul.
În februarie 2017, Guy Pearce, Jeff Daniels, Paul Giamatti, Sienna Miller și Giancarlo Giannini au fost adăugați la distribuție, iar filmările au început pe 13 februarie, locațiile filmate fiind Praga și Boston. Hiroyuki Sanada s-a alăturat distribuției în martie, împreună cu Tom Wilkinson, Connie Nielsen și Shea Whigham care s-au alăturat în aprilie.

## Lansare
Filmul urma să aibă premiera mondială la Festivalul Internațional de Film de la Toronto în septembrie 2017, însă filmul a fost retras după ce s-a constatat că post-producția nu va fi gata la timp. A avut premiera la Festivalul de Film Sundance din 2018.